# Biafore
Le cri de Biafore, ou biafore, de l'occitan via hòra ou via fòra, qui se traduirait approximativement par "marche dehors !" , est une pratique judiciaire du Moyen Âge répandue en Gascogne aux XIVe et XVe siècles et qui permet de lancer immédiatement des poursuites à l'encontre d'un criminel en cas de flagrant-délit. 
Le cri de biafore peut être émis par un membre d'une communauté n'importe où et n'importe quand dans les limites de la juridiction de cette communauté. Ce cri est relayé par les voisins qui s'assemblent et lancent des procédures de poursuite à l'encontre du malfaiteur repéré. Le but est de stopper une agression ou un vol et de livrer le responsable à la justice locale : l'usage de la force est autorisé dans ce cas.

## Porter plainte
Le cri de biafore n'est pas qu'un simple appel à l'aide, il est une véritable action en justice puisqu'il engage immédiatement une procédure accusatoire. C'est un dépôt de plainte fait devant témoins (les auditeurs qui se doivent de reprendre le cri et d'intervenir) qui engage la responsabilité de l’émetteur et oblige l'intervention de la justice seigneuriale.
La force de cette pratique et son application dans la vie judiciaire des communautés gasconnes semble s'être très largement affaiblie à la fin du Moyen Âge, bien qu'il ait été encore connu. Ainsi, Michel de Montaigne y fait référence dans Les Essais : « Laissons un peu faire : l’ordre qui pourvoid aux puces et aux taulpes, pourvoid aussi aux hommes qui ont la patience pareille à se laisser gouverner que les puces et les taulpes. Nous avons beau crier bihore, c’est bien pour nous enrouer, mais non pour l’avancer »

## Variations régionales
Plusieurs formes du cri d'appel et d'alerte gascon se retrouvent dans les textes. Les lettres de la chancellerie française rendent parfois phonétiquement ce cri sous la forme biore, bihore, bihora.
Le cri de biafore s'apparente à la clameur de haro normande, qui pouvait aussi être émise par n'importe quel sujet témoin de l’imminence d'un danger et n'était donc original que par sa forme et par l'ampleur des poursuites qu'il pouvait engendrer.